# Milán-Turín
La Milán-Turín (oficialmente Milano-Torino) es una clásica ciclista disputada en Italia entre las ciudades de Milán y Turín.
La carrera es organizada por el RCS MediaGroup, propietario de La Gazzetta dello Sport, organizador también de la Milán-San Remo, la Tirreno-Adriático, el Giro de Italia o el Giro de Lombardía entre otros. 
El ciclista con mayor número de victorias es Costante Girardengo, quien consiguió cinco triunfos entre 1914 y 1923. Pierino Favalli, con tres triunfos consecutivos entre 1938 y 1940, es el segundo corredor más laureado.
Cinco ciclistas españoles han ganado esta competición: Miguel Poblet, Valentín Uriona, Marcos Serrano, Igor Astarloa y Alberto Contador, así como dos ciclistas colombianos: Miguel Ángel López y Rigoberto Urán.

## Historia
La primera edición de esta competición se disputó en 1876, lo que la convierte en la clásica más antigua de Italia, y una de las más antiguas del mundo. El ganador de la primera edición fue el entomólogo Paolo Magretti. Entre 1987 y 2005, la carrera se celebró durante el mes de octubre, antes de la disputa del Giro de Lombardía. En 1995, tras permitirse por error a un vehículo entrar en el trazado de la prueba, Marco Pantani y otros dos ciclistas fueron atropellados en un grave accidente que apartó a Pantani de la competición durante toda la temporada de 1996. Desde la creación de los Circuitos Continentales UCI en 2005 estuvo integrada en el UCI Europe Tour, dentro de la categoría 1.HC (máxima categoría).
En 2006, se recuperó su fecha tradicional, una semana antes de la Milán-San Remo. Tras no disputarse la carrera en 2008 y 2009 de nuevo apareció en el calendario internacional en 2010 y 2011 volviendo a sus fechas habituales de los últimos años, esta vez un día antes del Giro del Piamonte sin embargo finalmente no se llegaron a disputar ninguna de esas ediciones. Finalmente si se disputó a finales de septiembre de 2012.

### Velocidad
Fue una de las clásicas más rápidas. En 1961, Walter Martin, vencedor de aquella edición, estableció una velocidad media de 45,094 km/h, lo que supuso un récord por aquel entonces que más tarde, en 1964 sería superado por Marinio Vigna en la clásica de los Tres Valles Varesinos. La máxima velocidad media alcanzada en esta carrera es de 45,75 km/h, lograda por el suizo Markus Zberg en 1999 lo que hace que su velocidad media ya no sea tan alta como antaño.

## Palmarés
| Año                                                 | Ganador              | Segundo                | Tercero                        |
| --------------------------------------------------- | -------------------- | ---------------------- | ------------------------------ |
| 1876                                                | Paolo Magretti       | Carlo Ricci Gariboldi  | Bartolomeo Balbiani            |
| 1877-1892 ediciones no realizadas                   |                      |                        |                                |
| 1893                                                | Luigi Airaldi        | Giacomo Capella        | Luigi Masetti                  |
| 1894-1895 ediciones no realizadas                   |                      |                        |                                |
| 1896                                                | Giovanni Moro        | Federico Goll          | Francesco Gilardini            |
| 1897-1902 ediciones no realizadas                   |                      |                        |                                |
| 1903                                                | Giovanni Gerbi       | Giovanni Rossignoli    | Ferdinando Coppa               |
| 1904 edición no realizada                           |                      |                        |                                |
| 1905                                                | Giovanni Rossignoli  | Giovanni Cuniolo       | Giulio Tagliavini              |
| 1906-1910 ediciones no realizadas                   |                      |                        |                                |
| 1911                                                | Henri Pélissier      | Carlo Durando          | Domenico Allasia               |
| 1912 edición no realizada                           |                      |                        |                                |
| 1913                                                | Giuseppe Azzini      | Carlo Durando          | Ezio Corlaita                  |
| 1914                                                | Costante Girardengo  | Giuseppe Azzini        | Carlo Durando                  |
| 1915                                                | Costante Girardengo  | Giovanni Roncon        | Lauro Bordin                   |
| 1916 edición no realizada                           |                      |                        |                                |
| 1917                                                | Oscar Egg            | Leopoldo Torricelli    | Luigi Lucotti                  |
| 1918                                                | Gaetano Belloni      | Alfredo Sivocci        | Angelo Vay                     |
| 1919                                                | Costante Girardengo  | Giuseppe Olivieri      | Giuseppe Azzini                |
| 1920                                                | Costante Girardengo  | Gaetano Belloni        | Leopoldo Torricelli            |
| 1921                                                | Federico Gay         | Giovanni Brunero       | Bartolomeo Aymo                |
| 1922                                                | Adriano Zanaga       | Emilio Petiva          | Federico Gay                   |
| 1923                                                | Costante Girardengo  | Gaetano Belloni        | Giovanni Brunero               |
| 1924                                                | Federico Gay         | Michele Gordini        | Angelo Gremo                   |
| 1925                                                | Adriano Zanaga       | Domenico Piemontesi    | Giuseppe Pancera               |
| 1926-1930 ediciones no realizadas                   |                      |                        |                                |
| 1931                                                | Giuseppe Graglia     | Piero Polano           | Giuseppe Olmo                  |
| 1932                                                | Giuseppe Olmo        | Giuseppe Graglia       | Giuseppe Martano               |
| 1933                                                | Giuseppe Graglia     | Attilio Masarati       | Antonio Folco                  |
| 1934                                                | Mario Cipriani       | Orlando Teani          | Giuseppe Graglia               |
| 1935                                                | Giovanni Gotti       | Adalino Mealli         | Aldo Bini                      |
| 1936                                                | Cesare del Cancia    | Olimpio Bizzi          | Mario Cipriani                 |
| 1937                                                | Giuseppe Martano     | Cesare del Cancia      | Augusto Introzzi               |
| 1938                                                | Pierino Favalli      | Giuseppe Olmo          | Fausto Montesi                 |
| 1939                                                | Pierino Favalli      | Michele Benente        | Giovanni Gotti                 |
| 1940                                                | Pierino Favalli      | Pietro Chiappini       | Francesco Albani               |
| 1941                                                | Pietro Chiappini     | Ruggero Moro           | Pietro Rimoldi                 |
| 1942                                                | Pietro Chiappini     | Osvaldo Bailo          | Salvatore Crippa               |
| 1943-1944 ediciones no realizadas                   |                      |                        |                                |
| 1945                                                | Vito Ortelli         | Enzo Coppini           | Guerrino Tomasoni              |
| 1946                                                | Vito Ortelli         | Oreste Conte           | Guido Lelli                    |
| 1947                                                | Italo De Zan         | Giovanni Pinarello     | Egidio Feruglio                |
| 1948                                                | Sergio Maggini       | Italo De Zan           | Luciano Pezzi                  |
| 1949                                                | Luigi Casola         | Aldo Bini              | Italo De Zan                   |
| 1950                                                | Adolfo Grosso        | Fausto Marini          | Livio Isotti                   |
| 1951                                                | Fiorenzo Magni       | Giorgio Albani         | Alfredo Martini                |
| 1952                                                | Aldo Bini            | Oreste Conte           | Adolfo Ferrari                 |
| 1953                                                | Luciano Maggini      | Loretto Petrucci       | Donato Zampini                 |
| 1954                                                | Agostino Coletto     | Fiorenzo Magni         | Luciano Maggini                |
| 1955                                                | Cleto Maule          | Aldo Moser             | Giorgio Albani                 |
| 1956                                                | Ferdinand Kübler     | Germain Derycke        | Roberto Falaschi               |
| 1957                                                | Miguel Poblet        | Fred de Bruyne         | Guido Messina                  |
| 1958                                                | Agostino Coletto     | Miguel Poblet          | Armando Pellegrini             |
| 1959                                                | Nello Fabbri         | Guido Carlesi          | Agostino Coletto               |
| 1960                                                | Arnaldo Pambianco    | Guido Carlesi          | Gastone Nencini                |
| 1961                                                | Walter Martin        | Angelo Conterno        | Alessandro Fantini             |
| 1962                                                | Franco Balmamion     | Vittorio Adorni        | Dino Bruni                     |
| 1963                                                | Franco Cribiori      | Carlo Chiappano        | Giovanni Bettinelli            |
| 1964                                                | Valentín Uriona      | Italo Zilioli          | Franco Cribiori                |
| 1965                                                | Vito Taccone         | Marino Vigna           | Romeo Venturelli               |
| 1966                                                | Marino Vigna         | Michele Dancelli       | Dino Zandegù                   |
| 1967                                                | Gianni Motta         | Franco Bitossi         | Vittorio Adorni                |
| 1968                                                | Franco Bitossi       | Italo Zilioli          | Michele Dancelli               |
| 1969                                                | Claudio Michelotto   | Martin Van Den Bossche | Franco Bitossi                 |
| 1970                                                | Luciano Armani       | Guido Reybrouck        | Davide Boifava                 |
| 1971                                                | Georges Pintens      | Enrico Paolini         | Marinus Wagtmans               |
| 1972                                                | Roger de Vlaeminck   | Franco Bitossi         | Gianni Motta                   |
| 1973                                                | Marcello Bergamo     | Franco Bitossi         | Roger de Vlaeminck             |
| 1974                                                | Roger de Vlaeminck   | Marcello Bergamo       | Italo Zilioli                  |
| 1975                                                | Wladimiro Panizza    | Enrico Paolini         | Roger de Vlaeminck             |
| 1976                                                | Enrico Paolini       | Franco Bitossi         | Eddy Verstraeten               |
| 1977                                                | Rik Van Linden       | Walter Godefroot       | Alfons De Bal                  |
| 1978                                                | Pierino Gavazzi      | Vittorio Algeri        | Franco Bitossi                 |
| 1979                                                | Alfio Vandi          | Claude Criquielion     | Wladimiro Panizza              |
| 1980                                                | Giovanni Battaglin   | Francesco Moser        | Roberto Ceruti                 |
| 1981                                                | Giuseppe Martinelli  | Giovanni Renosto       | Nazzareno Berto                |
| 1982                                                | Giuseppe Saronni     | Noël Dejonckheere      | Rik Van Linden                 |
| 1983                                                | Francesco Moser      | Silvestro Milani       | Peter Kehl                     |
| 1984                                                | Paolo Rosola         | Guido Bontempi         | Roger de Vlaeminck             |
| 1985                                                | Daniele Caroli       | Stephan Mutter         | Dante Morandi                  |
| 1986 edición no realizada                           |                      |                        |                                |
| 1987                                                | Phil Anderson        | Flavio Giupponi        | Tony Rominger                  |
| 1988                                                | Rolf Gölz            | Phil Anderson          | Luc Roosen                     |
| 1989                                                | Rolf Gölz            | Dag Erik Pedersen      | Tony Rominger                  |
| 1990                                                | Mauro Gianetti       | Jean-Claude Leclercq   | Gilles Delion                  |
| 1991                                                | Davide Cassani       | Tony Rominger          | Sammie Moreels                 |
| 1992                                                | Gianni Bugno         | Rolf Aldag             | Tony Rominger                  |
| 1993                                                | Rolf Sørensen        | Paolo Fornaciari       | Francesco Frattini             |
| 1994                                                | Francesco Casagrande | Mauro Gianetti         | Zenon Jaskuła                  |
| 1995                                                | Stefano Zanini       | Rolf Sørensen          | Francesco Casagrande           |
| 1996                                                | Daniele Nardello     | Stefano Zanini         | Laurent Jalabert               |
| 1997                                                | Laurent Jalabert     | Alex Zülle             | Paolo Lanfranchi               |
| 1998                                                | Niki Aebersold       | Oscar Camenzind        | Marco Serpellini               |
| 1999                                                | Markus Zberg         | Paolo Bettini          | Jan Ullrich                    |
| 2000 edición cancelada'"`UNIQ--ref-00000007-QINU`"' |                      |                        |                                |
| 2001                                                | Mirko Celestino      | Niki Aebersold         | Eddy Mazzoleni                 |
| 2002                                                | Michele Bartoli      | Oscar Camenzind        | Gabriele Missaglia             |
| 2003                                                | Mirko Celestino      | Davide Rebellin        | Miguel Ángel Martín Perdiguero |
| 2004                                                | Marcos Serrano       | Eddy Mazzoleni         | Francesco Casagrande           |
| 2005                                                | Fabio Sacchi         | Mirko Celestino        | Paolo Tiralongo                |
| 2006                                                | Igor Astarloa        | Mirko Celestino        | Paolo Tiralongo                |
| 2007                                                | Danilo Di Luca       | Mauricio Soler         | Kim Kirchen                    |
| 2008-2011 ediciones no realizadas                   |                      |                        |                                |
| 2012                                                | Alberto Contador     | Diego Ulissi           | Fredrik Kessiakoff             |
| 2013                                                | Diego Ulissi         | Rafał Majka            | Dani Moreno                    |
| 2014                                                | Giampaolo Caruso     | Rinaldo Nocentini      | Dani Moreno                    |
| 2015                                                | Diego Rosa           | Rafał Majka            | Fabio Aru                      |
| 2016                                                | Miguel Ángel López   | Michael Woods          | Rigoberto Urán                 |
| 2017                                                | Rigoberto Urán       | Adam Yates             | Fabio Aru                      |
| 2018                                                | Thibaut Pinot        | Miguel Ángel López     | Alejandro Valverde             |
| 2019                                                | Michael Woods        | Alejandro Valverde     | Adam Yates                     |
| 2020                                                | Arnaud Démare        | Caleb Ewan             | Wout van Aert                  |
| 2021                                                | Primož Roglič        | Adam Yates             | João Almeida                   |
| 2022                                                | Mark Cavendish       | Nacer Bouhanni         | Alexander Kristoff             |
| 2023                                                | Arvid de Kleijn      | Fernando Gaviria       | Casper van Uden                |
| 2024                                                | Alberto Bettiol      | Jan Christen           | Marc Hirschi                   |
| 2025                                                | Isaac Del Toro       | Ben Tulett             | Tobias Halland Johannessen     |

## Palmarés por países
| País         | Victorias | Último vencedor          |
| ------------ | --------- | ------------------------ |
| Italia       | 74        | Alberto Bettiol en 2024  |
| Suiza        | 5         | Markus Zberg en 1999     |
| España       | 5         | Alberto Contador en 2012 |
| Bélgica      | 4         | Rik Van Linden en 1977   |
| Francia      | 4         | Arnaud Démare en 2020    |
| Luxemburgo   | 2         | Giuseppe Graglia en 1933 |
| Alemania     | 2         | Rolf Gölz en 1989        |
| Colombia     | 2         | Rigoberto Urán en 2017   |
| Australia    | 1         | Phil Anderson en 1987    |
| Dinamarca    | 1         | Rolf Sørensen en 1993    |
| Canadá       | 1         | Michael Woods en 2019    |
| Eslovenia    | 1         | Primož Roglič en 2021    |
| Reino Unido  | 1         | Mark Cavendish en 2022   |
| Países Bajos | 1         | Arvid de Kleijn en 2023  |
| México       | 1         | Isaac Del Toro en 2025   |

En negrilla corredores activos.

## Estadísticas

### Más victorias
| Ciclista            | Victorias | Años                          |
| ------------------- | --------- | ----------------------------- |
| Costante Girardengo | 5         | 1914, 1915, 1919, 1920 y 1923 |
| Pierino Favalli     | 3         | 1938, 1939 y 1940             |
| Federico Gay        | 2         | 1921 y 1924                   |
| Adriano Zanaga      | 2         | 1922 y 1925                   |
| Giuseppe Graglia    | 2         | 1931 y 1933                   |
| Pietro Chiappini    | 2         | 1941 y 1942                   |
| Vito Ortelli        | 2         | 1945 y 1946                   |
| Agostino Coletto    | 2         | 1954 y 1958                   |
| Roger De Vlaeminck  | 2         | 1972 y 1974                   |
| Rolf Gölz           | 2         | 1988 y 1989                   |
| Mirko Celestino     | 2         | 2001 y 2003                   |

### Victorias consecutivas
- Tres victorias seguidas:
  -  Pierino Favalli (1938, 1939, 1940)

- Dos victorias seguidas:
  -  Costante Girardengo (1914, 1915 y 1919, 1920)
  -  Pietro Chiappini (1941 y 1942)
  -  Vito Ortelli (1945 y 1946)
  -  Rolf Gölz (1988 y 1989)